# Vigintisexviri
Vigintisexviri (van het Latijn vigintisex = zesentwintig en vir = man) was tijdens de Romeinse Republiek de gemeenschappelijke naam voor een zestal collegiale bestuurslichamen van magistraten van lagere rang.
Aanvankelijk werden deze bestuurslichamen door magistraten benoemd, en pas later in de comitia tributa. Het ging dus om beambten die zich geleidelijk tot (lagere) magistraten hadden opgewerkt. Voor de jonge aristocratie bleken deze ambten belangrijk: deze boden de kans om zich op jonge leeftijd voor te bereiden op een latere politieke carrière. Het gaat veelal om de eerste openbare functie die deze beambten uitvoerden.
De XXVI-viri waren onderverdeeld in volgende colleges:
- de tresviri capitales (of nocturni)
- de tresviri monetales (aere, argento, auro flando feriundo): zij waren de muntmeesters en sloegen, in opdracht van de senaat de Romeinse munten
- de decemviri (st)litibus iudicandis
- de quattuorviri (of praefecti) iuri dicundo
- de quattuorviri viis in urbe purgandis: als helpers van de aedilen hadden zij de leiding van de reinigingsdienst in de stad Rome
- de duumviri viis extra urbem purgandis

[ Dus: 3 + 3 + 10 + 4 + 4 + 2 = 26 ]
Augustus schafte de IV-viri iuri dicundo en de II-viri viis extra urbem purgandis af, waarna de overige colleges sindsdien de gemeenschappelijke benaming Vigintiviri (viginti = twintig) droegen.